# Elias von Walcker
Elias von Walcker, ursprungligen Wolker, född 1660 i Gävle, död den 26 mars 1733, var en svensk ämbetsman och känd svensk pietist.

## Biografi
von Walcker blev 1691 likvidationskommissarie, 1704 kamrer i Generalsjötullkontoret och 1719 kamrer i Tull- och licentkontoret samt fick 1731 kammarråds avsked. Han adlades 1720 med namnet von Walcker. 
von Walcker var en av de första, som i Sverige anslöt sig till den pietistiska rörelsen. Redan 1699 började han och några likasinnade regelbundet hålla religiösa sammankomster, vilka ansågos olovliga och ledde till åtal och undersökningar (1703–1712). Något annat straff följde inte än att böcker, särskilt de som von Walcker själv författat, togs i beslag.

### Familj
von Walcker härstammade från en till Sverige inflyttad engelsk släkt vilken åtminstone i ett par generationer varit verksamma i borgarståndet i Gävle stad. Hans farmors mor var syster till ärkebiskop Petrus Kenicius och hans mor syster till Petrus Cederschiöld och hans morfar Elias Pedersson Gavelius. Han var gift med en dotter till rådmannen i Stockholm, Eric Boij. De fick en dotter, Anna Margareta von Walcker, som tre giften och flera barn till trots inte hade några ättlingar efter två generationer. Dottern Anna Margareta (1694–1763) var gift med både handelsmannen Claes Wittmack i Stockholm till dennes död 1726, och från omkring 1734 med friherren Didrik Henning Meijendorff von Yxkull. Erik von Wolcker tillhörde samma släkt.